# Zrotowice
Zrotowice (ukr. Зоротовичі) – wieś w rejonie samborskim (wcześniej w rejonie starosamborskim) obwodu lwowskiego Ukrainy. Wieś liczy około 527 mieszkańców. Podlega miżynieckiej silskiej radzie.
Wieś Źrotowice, położona w powiecie przemyskim, była własnością Jerzego Ossolińskiego, jej posiadaczem był Aleksander Madaliński, została spustoszona w czasie najazdu tatarskiego w 1672 roku. 
W 1921 r. liczyła około 772 mieszkańców. Przed II wojną światową należała do powiatu przemyskiego.

## Ważniejsze obiekty
- Cerkiew św. Michała w Zrotowicach